# Métabolites secondaires des plantes
Pour un article plus général, voir métabolite secondaire.

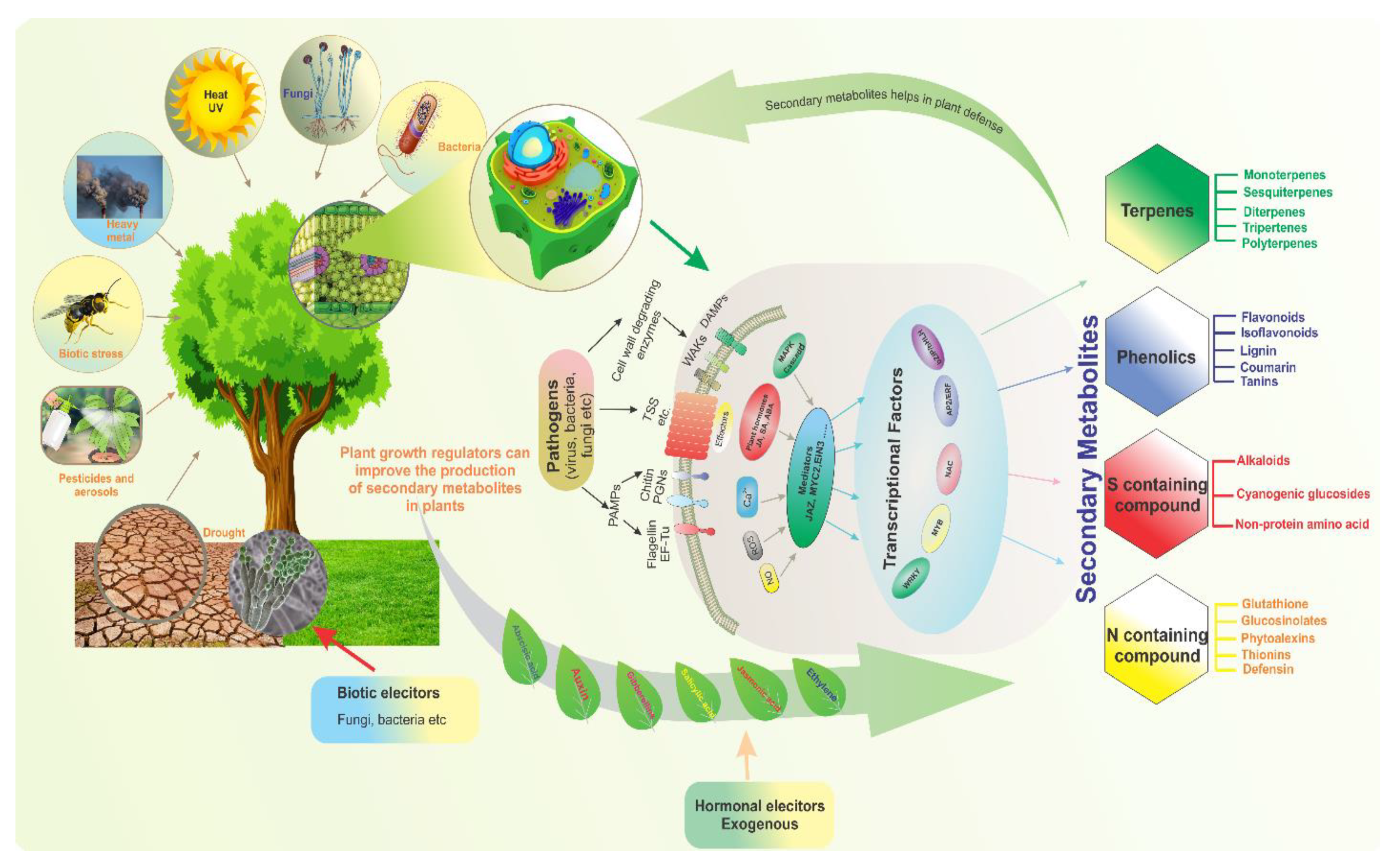
Diagramme représentant le métabolisme secondaire des plantes sous contraintes biotiques et abiotiques.

Les métabolites secondaires des plantes sont des composés chimiques synthétisés par les plantes, c'est-à-dire des composés phytochimiques, qui remplissent des fonctions non essentielles, de sorte que leur absence n'est pas mortelle pour l'organisme, contrairement aux métabolites primaires. Les plantes produisent et utilisent une grande variété de métabolites (qu'on classe souvent en 3 catégories : terpénoïdes, alcaloïdes et composés phénoliques). Leur nombre est évalué à 200 000.
On pensait autrefois qu'il s'agissait de simples résidus métaboliques, mais on sait maintenant qu'ils jouent des rôles physiologiques et écologiques majeurs (fonctions périphériques, vitales pour la plante à moyen et long terme, par ex. concernant la communication intercellulaire, la défense, la manipulation comportementale d'insectes ou d'autres types d'organismes, la régulation des cycles catalytiques, la reproduction...) ; ils+ sont impliqués dans les interactions écologiques entre la plante et son environnement.
Ils ont une distribution restreinte dans le règne végétal, et certains ne se trouvent que chez une seule espèce ou un seul groupe taxonomique, de sorte qu'ils sont souvent utiles en chimiotaxonomie.
Certains métabolites secondaires des végétaux ont une grande importance technico-économique, c'est le cas par exemple de la morphine en médecine ou du caoutchouc naturel dans l'Industrie (produit par l'Hévéa, il est la plus grosse molécule connue du groupe des terpénoïdes).

## Histoire
cette expression a plus d'un siècle ; elle a probablement été utilisée ou publiée pour la première fois par Albrecht Kossel en 1891

## Fonctions biologiques
La valeur adaptative de la plupart des métabolites secondaires est longtemps restée inconnue. On les considérait simplement comme les produits finaux de processus métaboliques, sans fonction spécifique, ou comme des déchets.
En raison de la perception dominante de leur insignifiance biologique, ils ont traditionnellement reçu peu d'attention de la part des botanistes.
À la fin du XIXe siècle et au début du XXe siècle, les chercheurs en chimie organique ont commencé à étudier ces substances en raison de leur importance en tant que médicaments, poisons, arômes, adhésifs, huiles, cires, et autres matériaux utilisés dans l'industrie.
En fait, l'étude des métabolites secondaires des plantes a stimulé le développement de techniques de séparation, la spectroscopie pour élucider leur structure et les méthodes de synthèse  qui forment la base de la chimie organique moderne.
Des études biologiques plus récentes ont permis de démontrer que la plupart des métabolites secondaires ont en réalité des fonctions de défense contre les prédateurs et les agents pathogènes, qu'ils agissent comme agents allélopathiques (qui ont des effets sur d'autres plantes), ou qu'ils peuvent attirer les pollinisateurs oudes  disséminateurs des graines (Swain 1973, Levin 1976, Cronquist 1977).
Beaucoup des fonctions de ces  métabolites secondaires sont encore inconnues. La reconnaissance des différentes propriétés biologiques et fonctionnelles de nombreux métabolites dits secondaires a encouragé les recherches sur des applications dans les domaines des médicaments (antibiotiques notamment), des insecticides et herbicides ; et a conduit à une réévaluation des divers rôles qu'ils jouent dans la physiologie des plantes, en particulier dans le contexte des interactions écologiques.

## Classification
Les métabolites secondaires des plantes appartiennent à trois groupes en fonction de leurs origines biosynthétiques, :

### Terpénoïdes
Tous les terpénoïdes, tant ceux qui sont impliqués dans le métabolisme primaire que les plus de 25 000 métabolites secondaires sont des dérivés du composé IPP (isopentényl diphosphate ou 5-carbono-isopentényl diphosphate) formé dans la voie de l'acide mévalonique.
Ils apparaissent chez de nombreux types de plantes et ont une activité biologique importante (Goodwin 1971).  Parmi eux figurent des huiles essentielles limitées à quelques espèces.

### Composés phénoliques et leurs dérivés
Plus de huit mille composés phénoliques connus ; ils sont synthétisés par la voie du shikimate ou par celle du malonate de diéthyle.

### Composés azotés ou alcaloïdes
On connaît environ douze mille alcaloïdes qui contiennent un ou plusieurs atomes d'azote ; ils sont principalement biosynthétisés à partir d'acides aminés. Les alcaloïdes présentent une grande diversité de structures chimiques (Robinson 1981). Ils sont physiologiquement actifs chez les animaux, même à faible concentration, et ont de ce fait de nombreux usages en médecine. Des exemples connus sont la cocaïne, la morphine, l'atropine, la colchicine, la quinine, et la strychnine.
La biosynthèse des métabolites secondaires part du métabolisme primaire des plantes dont elle diffère selon les grandes lignes indiquées dans le schéma suivant :

### Autre classement

Voies du métabolisme secondaire des plantes qui produisent les trois types généraux de composés secondaires : produits azotés, composés phénoliques et terpénoïdes. La relation avec le métabolisme primaire est également indiquée.
Dessiné d'après Taiz, Lincoln & Eduardo Zeiger, Secondary Metabolites and Plant Defense in: Plant Physiology, Fourth Edition, Sinauer Associates, 2006,.

Étant donné que la différence entre les métabolites primaires et secondaires est seulement fonctionnelle, c'est-à-dire qu'ils ne se distinguent pas sur la base de leurs molécules précurseurs, de leur structure chimique ou de leur origine biosynthétique, la différence entre les voies biochimiques respectives n'est pas nette et parfois un métabolite primaire peut se transformer et être considéré comme un métabolite secondaire par l'action d'une seule enzyme.
Les métabolites secondaires des plantes peuvent se subdiviser en catégories moins vastes. Par exemple, selon Judd et al., on peut les classer en fonction de leur voie de biosynthèse et leur structure chimique. Selon ce critère, outre les alcaloïdes et  les terpénoïdes on peut distinguer les groupes suivants :

#### Bétalaïnes
Les bétalaïnes sont des pigments rouges et jaunes qui ne sont présents que chez les Caryophyllales, sauf les familles des Caryophyllaceae et des Mlluginaceae  (Clement et al. 1994). (dir.)  ; chez la plupart des autres plantes, les pigments sont des anthocyanines (flavonoïdes). Comme les autres pigments, ils attirent les pollinisateurs et disséminateurs de graines, et ont probablement des fonctions supplémentaires, telles que l'absorption des rayons ultraviolets et la protection contre les herbivores.

#### Glucosinolates
De ce groupe des Glucosinolates sont dérivées les huiles de moutarde, par hydrolyse catalysée par des enzymes myrosinases (Rodman 1981). Ils sont apparus deux fois au cours de l'évolution, de sorte qu'ils sont présents dans deux lignées de plantes sans relation phylogénétique : toutes les Brassicales d'une part, et chez les Drypetes (famille des Putranjivaceae Rodman et al. 1981).

#### Glycosides cyanogéniques
Ces substances, les glycosides cyanogéniques, assurent des fonctions de défense, en libérant après hydrolyse de l'acide cyanhydrique  (Hegnauer 1977), processus appelé « cyanogenèse ». On pense que certains types sont apparus plusieurs fois au cours de l'évolution, tandis que d'autres semblent avoir une origine évolutive unique, et ne se trouvent que dans certains taxons.

#### Polyacétylènes
Les Polyacétylènes sont un grand groupe de métabolites non azotés, formé par l'union d'unités acétate dans la synthèse des acides gras. On les trouve dans certains groupes apparentés de familles d'Astéridées.

#### Anthocyanes et autres flavonoïdes
Les anthocyanes et autres flavonoïdes sont des composés phénoliques hydrosolubles, présents dans les vacuoles des cellules végétales, synthétisés à partir de la phénylalanine et de la malonyl-coenzyme A. Tous les flavonoïdes partagent la même voie de biosynthèse, mais les produits finaux varient considérablement entre les différentes espèces de plantes et sont utiles pour les différencier. On les trouve chez tous les Embryophytes. 
Parmi leurs fonctions, les principales, entre autres, sont la protection contre les rayons ultraviolets, la défense contre les herbivores et la pigmentation. Les flavonoïdes les plus connus sont les anthocyanines, pigments des fleurs chez de nombreuses espèces de plantes. On en connaît plus de neuf mille.

### Vidéographie
- « Métabolites spécialisés des plantes et agriculture », sur www.academie-agriculture.fr (consulté le 26 avril 2024)